# Та самая женщина (фильм, 1937)
«Та самая женщина» (англ. That Certain Woman) — американская мелодрама, поставленная режиссёром Эдмундом Гулдингом по собственному сценарию, которая вышла на экраны в 1937 году. Это ремейк фильма «Правонарушительница» (1929), сценаристом и режиссёром которого также был Гулдинг.
В этом фильме Мэри Доннелл (Бетт Дейвис), молодая вдова гангстера, устраивается на работу в юридическую фирму Ллойда Роджерса (Иэн Хантер), где знакомится с сыном богатого клиента Джеком Мерриком (Генри Фонда). Между молодыми людьми вспыхивают чувства, и они вступают в брак, однако своенравный отец Джека (Дональд Крисп) аннулирует его. В то время, как Мэри рожает от Джека сына, Джек, не зная об этом, женится на богатой наследнице Флоренс Карсон (Анита Луиз). После смерти влюблённого в неё Роджерса Мэри получает от него крупное наследство. Меррик-старший, узнав о внуке, пытается отнять его у Мэри, но Джек не позволяет сделать это. Флоренс, которая стала инвалидом после автоаварии, предлагает Мэри забрать Джека себе, но Мэри решает по-другому. Хотя Джек снова предлагает ей выйти за него замуж, Мэри просит его вернуться к жене, а вскоре отправляет к ним и своего сына, которого они так хотели. Пока Мэри путешествует по Европе, умирает Флоренс, и Джек, разыскав её, срочно вылетает к ней из Америки.
По мнению критики, у фильма слабый, слишком душещипательный и слезливый сценарий, страдающий маловероятными совпадениями, но картина заслуживает просмотра благодаря живой, энергичной режиссёрской работе и блестящей игре Дэвис.

## Сюжет
Молодая Мэри Доннелл (Бетт Дейвис) была замужем за известным бутлегером и гангстером Элом Хейнсом, которого застрелили в бандитской разборке несколько лет назад. Эта история привлекла широкое внимание прессы, что принесло Мэри множество жизненных неудобств, и потому она была вынуждена сменить фамилию. Вскоре она устроилась секретарём в престижную адвокатскую фирму Ллойда Роджерса (Иэн Хантер), где за несколько лет сделала успешную карьеру, став ближайшим помощником своего босса. Роджерс очень высоко ценит деловые и личные качества Мэри, и очевидно влюблён в неё, но будучи женатым и порядочным человеком, он в отношениях с ней соблюдает рамки приличия. Скандальный журналист Вёрджил Уитакер (Хью О’Коннелл), который пишет материал о жёнах известных гангстеров, постоянно преследует Мэри. Узнав об этом, Роджерс встречается с Вёрджилом, после чего тот снимает свою уже готовую сенсационную статью и одновременно получает от Роджерса заказ на серию публикаций о современных бизнесменах. После этого Вёрджил становится искренним другом Мэри.
Тем временем из Парижа возвращается сын миллионера, плейбой Джек Меррик (Генри Фонда), который влюблён в Мэри и по приезде сразу же предлагает ей жениться. Мэри, которая тоже любит Джека, тем не менее, отказывает ему. Она считает, что разница в их материальном положении и социальном статусе, а кроме того, её прошлое как вдовы гангстера будет разрушительно влиять на их брак. Роджерс рассказывает Джеку о прошлом Мэри, но это только подогревает его чувства к Мэри. В свою очередь, Мэри убеждает его отказаться от праздной жизни и материальной зависимости от отца, и пойти работать, чтобы стать по-настоящему свободным. Вскоре Джек и Мэри тайно женятся и уезжают в свадебное путешествие. В первую же брачную ночь Джек Меррик-старший (Дональд Крисп), узнав о браке сына, находит его и Мэри в загородной гостинице. Пугая Мэри тем, что её прошлое станет достоянием общественности и бросит тень на всю их семью, Меррик-старший требует немедленного аннулирования брака. Когда Меррик-младший вступает в спор с волевым, доминирующим отцом, Мэри чувствует, что Джек слишком слаб против отца и время для них ещё не настало. Она незаметно уезжает одна, уверенная в том, что когда-то Джек вернётся к ней.
Мэри возвращается на работу в фирму Роджерса, а через девять месяцев у неё рождается сын Джеки, которого она растит вместе со своей старой подругой и компаньонкой Эми (Мэри Филипс). За это время её брак с Джеком был аннулирован, и Мэри ни разу не встречалась с ним, более того, он даже не знает о том, что стал отцом. Когда маленькому Джеки исполняется год, Мэри узнаёт от Вёрджила, что Джек в Париже женился на светской львице Флоренс «Флип» Карсон (Анита Луиз), с которой был знаком со школьных лет. Расстроенная Мэри полагает, что это окончательно рушит её надежды на воссоединение с Джеком, которого по-прежнему любит. Вёрджил утешает её тем, что у неё есть сын, о котором надо заботиться. Роджерс, который явно не счастлив в браке и продолжает любить Мэри, оказывает ей всяческую поддержку. Вскоре приходит сообщение, что машина, в которой Джек и Флоренс ехали на юг Франции, попала в аварию, и оба в тяжёлом состоянии оказались в больнице. Чтобы помочь Мэри восстановить душевное состояние после этого стресса, Роджерс освобождает её от работы и отправляет вместе с Эми и ребёнком на курорт. Позднее выясняется, что после аварии Джек полностью поправился, а Флоренс осталась инвалидом, и на всю жизнь прикована к креслу-коляске.
Когда маленькому Джеки исполняется четыре года, выясняется, что Роджерс серьёзно болен. В тот же день он исчезает из дома, а вечером приходит к Мэри. Он рассказывает ей, что сообщил жене о том, что любит Мэри и хочет получить развод, после чего ушёл из дома. Он просит разрешения Мэри остаться жить в её квартире, но она уговаривает вернуться к жене. Видя, что Роджерс находится в очень плохом состоянии, Мэри немедленно вызывает врача, а также просит пригласить миссис Роджерс (Кэтрин Александер), чтобы она немедленно увезла мужа домой. Когда появляется миссис Роджерс, Мэри пытается как-то сблизить её с мужем, однако, так и не поднявшись с дивана, Роджерс умирает. Пресса, которая чувствует, что в этом деле есть почва для скандала, намекает на то, что маленький Джеки является незаконнорожденным сыном Роджерса. В прессе вновь всплывает история о былой связи Мэри с гангстерами. Ещё более нагнетает ситуацию тот факт, что Роджерс оставил Мэри и её ребёнку большую часть своего состояния в размере 500 тысяч долларов. Мэри просит Вёрджила помочь остановить распространение слухов о Джеки. Она также принимает решение уехать вместе с Джеки в Европу, и поручает Эми начать собирать вещи.
В этот момент неожиданно появляется Джек. Он рассказывает, что после той аварии бросил пить и стал работать, и, несмотря на то, что Флоренс чудесная женщина, он всегда продолжал думать о Мэри. Всё ещё не зная о том, что Джеки его сын, Джек рассказывает, что они с Флоренс очень хотят детей, но после аварии она не в состоянии родить собственного ребёнка. Потому он намекает Мэри, что хотел бы получить Джеки, которого вместе с Флоренс воспитывал бы как своего сына. Мэри, которая по-прежнему любит Джека, говорит, что кроме него у неё никого не было, соответственно, он и есть отец маленького Джеки. Это приводит Джека в восторг, и он с удовольствием играет с сыном. Перед его уходом Мэри говорит, что уезжает в Европу. Она просит Джека идти своей дорогой, а ей позволить идти своей.
Вернувшись домой, Джек рассказывает отцу, что маленький Джеки является его сыном, после чего Меррик-старший, который решает забрать внука себе, добивается выпуска судебного ордера, запрещающего Мэри до суда покидать город. Когда она приходит к Мерррику-старшему за разъяснениями, тот требует отдать ему Джеки, угрожая лишить её материнских прав на том, основании, что она со своим прошлым не может дать ему надлежащее воспитание. С другой стороны, Меррики со своим положением и материальными возможностями обеспечат Джеки значительно лучшую жизнь. Если Мэри будет благоразумна, Меррик обещает ей достойную и спокойную жизнь. Мэри в ответ заявляет, что у неё тоже есть козырь, и это любовь его сына. Если Меррик попытается отсудить внука, то Мэри отнимет у него сына. В этот момент появляется Джек, который ничего не знал о судебном ордере. Он утверждает, что всегда любил Мэри и вчера попросил её снова выйти за него замуж. Джек говорит, что отец, разрушив их прежний брак, был неправ. Меррик просит Мэри уйти, и на прощанье Джек говорит ей, что уедет вместе с ней в Европу, после чего вступает в яростный спор с Джеком, который продолжается всю ночь.
На следующее утро, когда Мэри вместе с Эми уже подготовила багаж к отправке, на пороге её квартиры неожиданно появляется Флоренс, которая рассказывает, что знала и любила Джека с самого детства, и благодарит Мэри за то, что она сделала его лучше. Флоренс говорит, что ради счастья Джека она уступает его Мэри, потому что он безумно её любит. Флоренс понимает, что со своей инвалидностью не способна дать Джеку всё то, что может дать Мэри. Даже любовь не может преодолеть отсутствие детей, и потому Флоренс отдаёт Джека. Будучи не в состоянии лишить Флоренс любимого человека, Мэри говорит ей, что не любит Джека и готова прожить без него. Пока Флоренс играет с Джеки, в прихожей появляется Джек, который сообщает, что отец с ним во всём согласился. Мэри уводит Джека в другую комнату, где заявляет, что Флоренс — прекрасная женщина, и Джек не должен бросать её. Если он её бросит, то они никогда не смогут быть счастливы. Мэри напоминает Джеку, что Флоранс любит его и у неё есть права на него, и с этим ничего нельзя поделать. Она уверена в том, что Джек не сможет бросить женщину, которая прикована к инвалидному креслу. После ухода Джека и Флоранс Мэри просит Эми собрать Джеки и отвезти его к Меррикам.
Сама Мэри уезжает в Европу, где в течение нескольких лет путешествует по различным странам. Когда она останавливается в Монте-Карло, её находит там Вёрджил, который сообщает, что вместе с Джеком уже давно разыскивает её. Он говорит, что Флоренс умерла прошлой зимой, и теперь Джек снова свободен. В этот момент Мэри приглашают к телефону для разговора с Джеком, который говорит, что немедленно направляется к ней из Америки.

## В ролях
- Бетт Дейвис — Мэри Доннелл
- Генри Фонда — Джек Меррик — младший
- Анита Луиз — Флоренс «Флип» Карсон Меррик
- Иэн Хантер — Ллойд Роджерс
- Дональд Крисп — Джек Меррик — старший
- Хью О’Коннелл — Вёрджил Уитакер
- Кэтрин Александер — миссис Роджерс
- Мэри Филипс — Эми
- Майнор Уотсон — Тилдон
- Сидни Толер — детектив Нили
- Чарльз Траубридж — доктор Джеймс
- Норман Уиллис — Фред
- Херберт Роулинсон — доктор Хартман
- Тим Хеннинг — Кеньон
- Дуэйн Дэй — Джеки

## История создания фильма
Режиссёр и сценарист Эдмунд Гулдинг известен по таким фильмам, как «Гранд Отель» (1932), «Утренний патруль» (1938), «Старая дева» (1939), «Остриё бритвы» (1946) и «Аллея кошмаров» (1947).
Этот фильм Гулдинга является ремейком его же хита 1929 года «Правонарушительница», в котором Глория Свенсон дебютировала в звуковом кино. Как отмечает современный историк кино Дерек Виннерт, «Гулдинг без особого успеха переработал свой оригинальный сценарий» для этого фильма.
Актриса Бетт Дейвис за свою карьеру, охватившую период с 1931 по 1989 год, сыграла более чем в 100 кино- и телефильмах. Она стала одной из самых титулованных актрис XX века, девять раз она была номинирована на «Оскар» как лучшая актриса в главной роли за фильмы «Бремя страстей человеческих» (1934), «Победить темноту» (1939), «Письмо» (1940), «Маленькие лисички» (1941), «Вперёд, путешественник» (1942), «Мистер Скеффингтон» (1944), «Всё о Еве» (1950), «Звезда» (1952) и «Что случилось с Бэби Джейн?» (1962). Дважды она завоевала «Оскар» за фильмы «Опасная» (1935) и «Иезавель» (1938).
Как сообщает Американский институт киноискусства, на роль Мэри помимо Дэвис рассматривалась также Констанс Беннет, а Джон Бэрримор и Джон Лител проходили пробы на роль Роджерса. Позже Лител получил роль Кларка Тилдена, но затем его заменил Майнор Уотсон.
Фильм поступил в производство в начале апреля 1937 года. Премьера фильма состоялась в Нью-Йорке 15 сентября 1937 года. В широкий прокат фильм вышел 18 сентября 1937 года.
Как позднее говорила Дэвис, «это был далеко не один из моих любимых сценариев. Во всём проекте чувствовалась фальшь. Но зато я впервые встретилась и работала с Эдмундом Гулдингом. Он сосредоточился на привлекательных кадрах меня, другими словами, относился ко мне как к звезде. Это был первый раз, когда я столкнулась с подобным. Я всегда была членом актёрского состава, ведущим членом, но меня не выделяли так, как это сделал Гулдинг в этом фильме».
Позднее Дэвис и Гулдинг вместе работали ещё над тремя фильмами — «Победить темноту» (1939), «Старая дева» (1939) и «Великая ложь» (1941).

## Оценка фильма критикой
После выхода картины на экраны журнал Variety в своей рецензии, в частности, написал: «У постановки есть класс и атмосфера… это прекрасно сделанный фильм, который заслуживает и получит длительный прокат, а также поднимет Бетт Дейвис на одну-две ступени выше как приманку для кассовых сборов… [Этот фильм] требует от её таланта больше, чем любой другой фильм, в котором она снималась… Она демонстрирует актёрскую игру высочайшего уровня».
Кинокритик «Нью-Йорк Таймс» Фрэнк С. Ньюджент отметил, что «несмотря на тяжесть темы и безнадежную монотонность несчастий героини, картина обладает драматической ценностью и поддерживает достаточно постоянный интерес». Что касается Дэвис, то она, «как обычно, играет доблестно, придавая красок роли, которая в менее умелых руках могла бы быть бесцветной… Вчерашняя публика в зале, преимущественно женская, приняла Мэри Доннелл за чистую монету и утирала слёзы сочувствия».
По мнению современного историка кино Денниса Шварца, Гулдинг «искусно поставил этот хорошо спродюсированный, глянцевый мелодраматический ремейк своего собственного хита „Правонарушительница“(1929)». Шварц отмечает, что «это душещипательная женская картина, в которой многие персонажи удобно умирают, чтобы помочь сюжету, и большая часть действия выглядит надуманной. При серьёзном рассмотрении эта мыльная история не выдерживает критики — в ней чувствуется привкус мыльной неправды». Критик полагает, что «если вам понравится этот фильм, то это явно благодаря Бетт Дейвис. Она превосходно справляется с ролью матери, требующей от неё самоотверженной любви, что позволяет ей завоевать расположение зрителей».
Как написал киновед Дерек Виннерт, эта «малоизвестная драма от Warner Bros., представляет собой ужасно приторное, старомодное произведение, причудливую реликвию из ещё более ранней эпохи, хотя сюжет в ней насыщен и раскрыт с полной самоотдачей. Эта картина остается весьма незначительной работой из лучшего периода творчества Дэвис. Но благодаря красивой постановке и сильной игре таких актёров, как Дэвис, Генри Фонда, Анита Луиз и Дональд Крисп, фильм стоит посмотреть».